# Edwin Kippers
Edwin Kippers (Hengelo, 11 november 1965) is een Nederlands handbalcoach.
Sinds 2017 is assistent-bondscoach van het Nederlands nationaal herenteam en hoofd van de HandbalAcademie. Hiervoor was hij als coach actief bij Olympia, DSVD, Kwiek en E&O. In 2020 was Kippers interim-coach bij AHV Achilles.